# Felsted
Felsted est un village et une paroisse civile de l'Essex, en Angleterre. La paroisse comprend les villages de  of Bannister Green, Bartholomew Green, Causeway End, Coblers Green, Cock Green, Frenches Green, Gransmore Green, Hartford End, Molehill Green, Milch Hill, Thistley Green, Watch House Green and Willows Green.